# Queer Nation
Queer Nation (lit. Nación Queer) fue una organización de lucha a favor de los derechos LGBT y contra la homofobia, fundada en marzo de 1990 en Nueva York por activistas contra el sida de ACT UP. Los cuatro fundadores estaban indignados con la escalada de violencia anti-gay y lésbica en las calles y los prejuicios de los medios de comunicación y la cultura. El grupo se hizo famoso por sus tácticas de confrontación, sus lemas y por practicar el outing.

## Historia

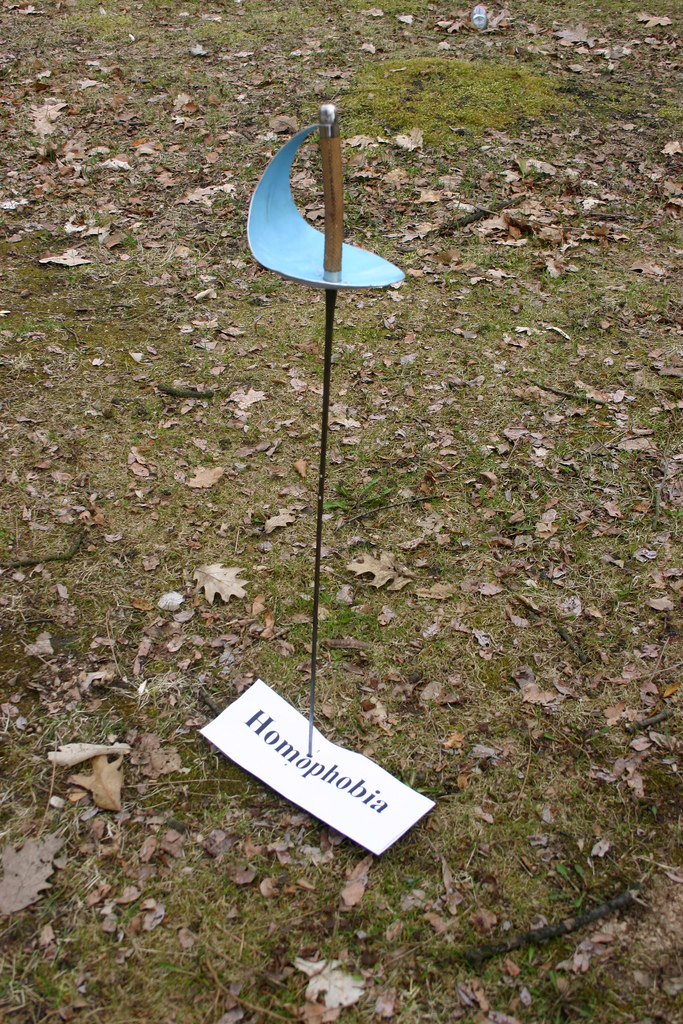
Los principales objetivos de Queer nation eran la lucha contra la homofobia y a favor de la visibilidad de los gais y sus derechos.

El 20 de marzo de 1990 sesenta personas se reunieron en el centro de servicio comunitario LGBT del distrito neoyorquino de Greenwich Village para crear una organización de acción directa. El objetivo de la organización, todavía sin nombre, era la eliminación de la homofobia e incrementar la visibilidad de los homosexuales y bisexuales mediante varias tácticas.
La acción inaugural del nuevo grupo tuvo lugar en el bar Flutie's, un local heterosexual al sur de la calle Sea Port el 13 de abril de 1990. El objetivo era dejar claro a los clientes habituales que los maricones no iban a seguir confinados en los bares de ambiente gay para hacer vida social y hacerse muestras de afecto. Más acciones de visibilidad como esta se repitieron con el nombre de “Queer nights out” (salidas nocturnas maricas).
El nombre Queer Nation fue aprobado oficialmente por el grupo en una reunión el 17 de mayo de 1990, aunque se había usado de forma informal desde el principio. También se adoptó el popular lema: "We're here. We're queer. Get used to it." (Estamos aquí. Somos maricones. Acostúmbrense) que pronto fue adoptado por muchos en la comunidad gay americana en sus manifestaciones.
El día del orgullo de ese año repartieron octavillas impresas por ambos lados donde exponían su manifiesto. Las páginas estaban encabezadas con los títulos: "I Hate Straights!" (¡odio a los heteros!) y el ya mencionado lema "We're here. We're queer. Get used to it."
El estilo de protesta militante del grupo contrastaba con el de otras asociaciones gais más integracionistas como Human Rights Campaign o Log Cabin Republicans. Queer Natión fue la organización gay más efectiva e influyente en los primeros 1990s al usar la acción directa en la lucha por los derechos de los homosexuales. También trabajaron apoyando la labor de la organización contra el sida ACT UP y la feminista WHAM! 
Queer Nation protagonizó muchos incidentes controvertidos proclamando la homosexualidad de personajes públicos que estaban en el armario. El razonamiento de la organización era que acabar con la hipocresía beneficiaría a los gais como grupo, haciéndoles saber que había homosexuales en puestos importantes, y que favorecía los derechos de los gay forzando a los sacados del armario y a las organizaciones a las que pertenecían a tomar partido en favor de los temas gais. Muchos en la comunidad gay no estuvieron de acuerdo con estas tácticas radicales de Queer Nation siendo partidarios de métodos de acción menos polémicos.
Otros lemas famosos difundidos por Queer Nation fueron: "Two, Four, Six, Eight! How do you know your kids are straight?" (¡2, 4, 6, 8! ¿Cómo sabes que tus hijos son heteros?, (en inglés rima)) y "Out of the Closets and into the Streets" (fuera de los armarios dentro de las calles).
Aunque nunca se disolvieron oficialmente, la mayoría de los grupos locales lo hicieron de hecho, cesando sus acciones al final de los 1990s.

## Cronología de las primeras acciones
A continuación se muestran algunas de las primeras acciones de Queer Nation:
- 20 de abril de 1990, los miembros de Queer Nation aparecieron en masa en el centro comercial Macy's donde el medallista olímpico Greg Louganis estaba promocionando una línea de bañadores. Los activistas llegaron exhibiendo cajas de cereales de la marca “wheaties” con una foto de Greg pegada, para recordar que el fabricante de la marca había rechazado al nadador como imagen publicitaria, aparentemente por ser gay.
- 26 de abril de 1990, como reacción al incremento registrado del 120% en la violencia contra los homosexuales, activistas de Queer Nation subieron a lo alto del tejado de Badlands, un bar del Greenwich Village, y colgaron una pancarta de 12 m. que decía: "Dykes and Fags Bash Back!" ('Bolleras y maricones devolved el golpe').
- 28 de abril de 1990, explotó una bomba en el bar gay Uncle Charlie’s hiriendo a tres personas. Inmediatamente Queer Nation movilizó a un millar de homosexuales que marcharon indignados por las calles llevando la pancarta ya mencionada: bolleras y maricones devolved el golpe.
- 12 de mayo de 1990, inauguración del "Queer Shopping Network.", los miembros de Queer Nation viajaron de Nueva York hasta el centro comercial Newport en Jersey con folletos informativos sobre homosexualidad, sexo seguro y personajes históricos homosexuales. Los folletos se titulaban: "We're here, we're queer and we'd like to say hello!" (Estamos aquí, somos maricones y nos gustaría decir hola').

## Legado
Se reconoce a Queer Nation ser los pioneros en el proceso de reivindicación de la palabra queer (maricón), que anteriormente se utilizaba solo con sentido peyorativo. Su uso en el nombre y lemas del grupo fue al principio considerado chocante, pero la reivindicación fue al final un éxito, y se generalizó este uso incluso en programas de la televisión general como Queer Eye for the Straight Guy y Queer as Folk.
Un programa de televisión con el mismo nombre de Queer Nation orientado a los acontecimientos y temas gais fue emitido en Nueza Zelanda durante 11 años, hasta el 2004, el programa del televisión de temática LGTB de mayor duración hasta ahora.

## Queer Nation en otros lugares

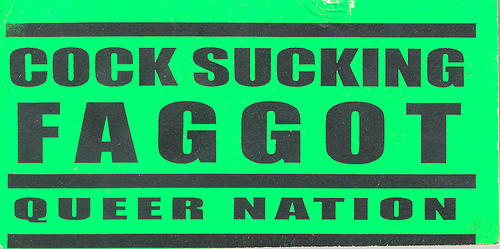
Sticker producido por Queer Nation/San Francisco.

Se fundaron filiales de Queer Nation en decenas de ciudades, como Atlanta, Boston, Chicago, Columbia, S.C., Minneapolis, Montreal (conocida como Queer Nation Rose), Nashville, San Francisco, Seattle y Toronto.
Queer Nation/San Francisco estuvo activo desde la primavera de 1990 hasta 1993. En el otoño de 1990 el grupo ayudó a organizar una protesta contra la visita de un telepredicador que prometió "exorcizar los demonios" de San Francisco en Halloween. Una filial, la San Francisco Street Patrol, fue una patrulla de seguridad vecinal en el distrito de Castro, que sobrevivió un año más que el mismo Queer Nation SF. 
Las secciones de Atlanta, Columbia y Nashville fueron activas protestando contra las políticas homofóbicas de la cadena de restaurantes Cracker Barrel.
Queer Nation/Portland produjo muchas originales y populares pegatinas con lemas provocadores, como "Fuck Your Gender" (que le jodan a tu género), "Bend Over Pretty" (inclínate bonita), o una serie de pegatinas aludiendo a las letras de Madonna como "Strike a Pose, Not a Fag." (“pega” una pose, no a un maricón).